# 潘安禮
潘安礼，字立夫，号东山，江西南城人，清朝政治人物、进士出身。
雍正五年，登进士，授户部主事，擢刑部员外郎、太常寺典簿。后应博学鸿词科第二名，授翰林院编修，官至詹事府左春坊谕德，著有《东山草堂集》。